# Рассвет (Венёвский район)
Рассвет — посёлок в Венёвском районе Тульской области России.
В рамках административно-территориального устройства является центром Рассветовского сельского округа Венёвского района, в рамках организации местного самоуправления входит в Центральное сельское поселение.

## География
Расположен в 36 км к северо-востоку от Тулы и в 10 км к юго-западу от райцентра города Венёв.

## Население
| 2002 | 2010 |
| ---- | ---- |
| 344  | ↘343 |

Население — 343 чел. (2010).